# Chalais, Charente
Chalais je naselje in občina v zahodnem francoskem departmaju Charente regije Poitou-Charentes. Leta 2010 je naselje imelo 1.844 prebivalcev.

## Geografija
Kraj se nahaja v pokrajini Saintonge ob reki Tude in njenem desnem pritoku Viveronne, 46 km južno od središča departmaja Angoulêma.

## Uprava
Chalais je sedež istoimenskega kantona, v katerega so poleg njegove vključene še občine Bardenac, Bazac, Brie-sous-Chalais, Courlac, Curac, Médillac, Montboyer, Saint-Avit, Saint-Quentin-de-Chalais, Orival, Rioux-Martin in Yviers s 4.539 prebivalci.
Kanton Chalais je sestavni del okrožja Angoulême.

## Zanimivosti
- srednjeveški grad Château de Chalais iz 11. do 16. stoletja, francoski zgodovinski spomenik od leta 2003,
- romanska cerkev Saint-Martial, zgodovinski spomenik od leta 1902,
- neoromanska cerkev sv. Krištofa.

## Pobratena mesta
- Bad Saulgau (Baden-Württemberg, Nemčija),
- Chalais (Valais, Švica),
- Stiring-Wendel (Moselle, Francija).